# Aphylla williamsoni
Aphylla williamsoni е вид водно конче от семейство Gomphidae. Видът е незастрашен от изчезване.

## Разпространение
Разпространен е в САЩ (Алабама, Вирджиния, Джорджия, Луизиана, Мисисипи, Северна Каролина, Тексас, Флорида и Южна Каролина).

## Описание
Популацията на вида е стабилна.